# Diathèse
Cet article concerne la linguistique. Pour le sens de ce terme en médecine, voir Diathèse (médecine).
Cette page contient des caractères spéciaux ou non latins. S’ils s’affichent mal (▯, ?, etc.), consultez la page d’aide Unicode.
La diathèse, en linguistique, est un trait grammatical qui décrit comment s'organisent les rôles sémantiques dévolus aux actants, par rapport au procès exprimé par le verbe, en particulier les rôles d'agent et de patient. La diathèse affecte la répartition syntaxique et le marquage morphologique de ces rôles sur le verbe et les différents actants. En revanche, le changement de la diathèse d'un verbe, quand il est possible, ne modifie pas profondément le sens de l'énoncé. On parle, plus spécifiquement, de voix du point de vue de la morphologie verbale pour décrire la forme que prend le verbe pour signifier une diathèse.
Certains verbes n'ont intrinsèquement aucune notion de diathèse : principalement les verbes d'état (comme être, paraître, sembler, demeurer, rester, etc). En français, ces verbes sont, en effet, exclus de la notion d'actance.
La grammaire française distingue traditionnellement trois voix : active (qui est la voix non marquée et employée par défaut), passive et voix pronominale, laquelle recouvre sous une même forme plusieurs diathèses : moyen, réfléchi, réciproque, décausatif. Toutefois, le français exprime aussi d'autres diathèses comme le causatif et le factitif. D'autres langues en possèdent d'autres encore, comme le statif, l'antipassif ou l'applicatif.

## Diathèses fondamentales

### Actif
Dans cette diathèse, le sujet et l'objet coïncident typiquement avec les rôles sémantiques d'agent et de patient d'un verbe d'action. La voix active est la diathèse la plus générale, la plus fréquente, souvent morphologiquement la plus simple, et le choix par défaut dans la plupart des langues ; dans certaines, c'est même la seule diathèse disponible.
Dans les langues flexionnelles, le sujet est normalement au nominatif, l'objet à l'accusatif. Le cas est différent dans les langues ergatives.
Exemples :
- français : le chat [sujet agent] mange [verbe] la souris [objet patient] ;
- anglais : the cat [sujet agent] eats [verbe] the mouse [objet patient] ;
- latin : feles [sujet agent] murem [objet patient] edit [verbe] ;
- allemand : die Katze [sujet agent] frisst [verbe] die Maus [objet patient : accusatif] ;
- grec ancien : ὁ αἴλουρος [sujet agent : nominatif] ἔδει [verbe] τὸν μῦν [objet patient : accusatif] (ho aíloyros / édei / tòn mûn) ;
- grec moderne : η γάτα [sujet agent : nominatif] τρώει [verbe] το ποντίκι [objet patient : accusatif] (i gáta / trói / to pontíki) ;
- islandais : kötturinn [sujet agent : nominatif] borðar [verbe] músina [objet patient : accusatif] ;
- russe : кошка [sujet agent : nominatif] ест [verbe] мышку [objet patient : accusatif] (koška / est / myšku) ;
- chinois : 貓 [sujet agent] 吃 [verbe] 老鼠 [objet patient] (māo / chī / lǎoshǔ) ;
- japonais : 猫が [sujet agent] ねずみを [objet patient] 食べます [verbe] (neko-ga / nezumi-wo / tabemasu) ;
- xhosa : ikati [sujet agent] iyatya [verbe] impuku [objet patient] ;
- arabe[Quoi ?] : yaʾkulu [verbe] (a)l-qiṭṭu [sujet agent : nominatif] (a)l-faʾrah [objet patient : accusatif] ;
- basque : gatuak [sujet agent : ergatif] sagua [objet patient : absolutif] jaten du [verbe] ;
- roumain : pisica [sujet agent] mănâncă [verbe] șoarecele [objet patient].

### Moyen
Bien moins répandue, la voix moyenne est une diathèse surtout indo-européenne, qui ne s'est que rarement conservée dans les langues modernes dérivées. Elle indique que le sujet-agent accomplit l'action dans son propre intérêt ; il est en quelque sorte agent et patient du groupe verbal. Certaines utilisations de la voix moyenne recoupent donc celles de la construction réflexive (comme je me lave). Il serait cependant erroné de parler de voix moyenne pour le français (d'autant plus que la tournure pronominale ne se limite pas à cette diathèse), sauf peut-être dans des cas tels que :
Je me fume une cigarette ; je me fais une pause ; je me brosse les dents.
dont la forme comme le sens se retrouvent d'ailleurs dans certains dialectes germaniques. Voir Bénéfactif.
Le moyen se rencontre principalement en grec ancien, sanskrit, islandais (ancien et moderne) et latin pour une faible part (celui-ci ayant transformé la diathèse moyenne en passif). Il est notable qu'historiquement l'indo-européen opposait l'actif au moyen et ne connaissait pas le passif, qui n'a été qu'un développement tardif, souvent à partir du moyen lui-même (comme en latin). Ainsi, en grec ancien le moyen et le passif sont identiques sauf à deux temps, futur et aoriste : c'est pour cela qu'on parle souvent de voix médio-passive. En sanskrit, le passif et le moyen ne se distinguent principalement qu'au présent ; ailleurs, c'est le moyen qui est utilisé pour signifier l'une ou l'autre voix. En islandais, enfin, les verbes moyens sont obtenus par la suffixation de -st (qui vient de -sk en vieil islandais, lui-même issu de sik, accusatif du pronom réfléchi « soi-même ») et ne sont pas hérités de l'indo-européen. Ils possèdent plusieurs valeurs, parmi lesquelles une valeur réfléchie (voire moyenne), réciproque, passive, ou perfective, entre autres. On le voit, on nomme « voix moyenne » une diathèse qui n'est pas forcément de valeur moyenne mais peut emprunter les valeurs des autres diathèses.
En outre, certains verbes des mêmes langues indo-européennes sont exclusivement conjugués au moyen ; on les nomme media-tantum (« seulement moyens ») ou encore déponents (ainsi nommé par les grammairiens latins parce que ces verbes de sens actif ou proche de l'actif ont abandonné (« deponere ») les désinences actives). S'il existe bien quelques verbes media tantum de valeur passive, dans la plupart des cas celle-ci[Quoi ?] est moyenne, active ou intransitive. De plus, vu qu'en latin la diathèse moyenne est devenue passive, les media tantum qui ont conservé un sens moyen sont particulièrement notables.
Exemples : 
- grec ancien : 
  - θύομαι « je sacrifie pour moi » (valeur moyenne),
  - κεῖμαι « je gis » (media tantum de valeur intransitive),
  - μάχομαι « je me bats » (media tantum de valeur intransitive) ;
- sanskrit : 
  - यज॑ते yájate « il sacrifie pour lui-même » (valeur moyenne),
  - शेते॑ śéte « il gît » (media tantum de valeur intransitive) ;
- latin : 
  - inquinor « je me salis » (media tantum à valeur moyenne),
  - uēlor « je me couvre » (media tantum à valeur moyenne),
  - sequor « je suis » [suivre] (media tantum à valeur active) ;
- islandais : 
  - matast « manger » (valeur intransitive),
  - sjást « être vu » (valeur passive),
  - klæðast « s'habiller » (valeur moyenne),
  - iðrast « se repentir » (media tantum),
  - skjátlast « se méprendre » (media tantum) ;
- russe :
  - кусаться « se mordre » (valeur intransitive),
  - целоваться « s'embrasser » (valeur intransitive) ;
- tchèque
  - půjčit si « emprunter » (valeur transitive) qui s'oppose à půjčit « prêter ».

### Statif
Dans beaucoup de langues, la voix active ne se réduit pas aux verbes d'action, mais s'applique aussi à la morphologie des verbes d'état. Toutefois, dans certaines langues, il existe une voix spécifique pour ces derniers. C'est par exemple le cas en akkadien, qui peut former sur tout nom ou adjectif un statif (ou permansif) indiquant l'état impliqué par ce nom ou adjectif. Le statif peut se former sur un adjectif verbal et aboutir ainsi à opposer un statif aux autres voix verbales. Le tableau qui suit présente la conjugaison comparée du présent actif du verbe akkadien parāsum « séparer » et du statif formé sur son adjectif verbal parsum « séparé ».
| Personne     | Présent actif | Présent actif  | Statif    | Statif                 |
| Personne     | Forme         | Sens           | Forme     | Sens                   |
| ------------ | ------------- | -------------- | --------- | ---------------------- |
| 1re sg.      | aparras       | je sépare      | parsāku   | je suis séparé(e)      |
| 2e sg. masc. | taparras      | tu sépares     | parsāta   | tu es séparé           |
| 2e sg. fém.  | taparrasī     | tu sépares     | parsāti   | tu es séparée          |
| 3e sg. masc. | iparras       | il/elle sépare | paris     | il est séparé          |
| 3e sg. fém.  | iparras       | il/elle sépare | parsat    | elle est séparée       |
| 1re pl.      | niparras      | nous séparons  | parsānu   | nous sommes séparé(e)s |
| 2e pl. masc. | taparrasā     | vous séparez   | parsātunu | vous êtes séparés      |
| 2e pl. fém.  | taparrasā     | vous séparez   | parsātina | vous êtes séparées     |
| 3e pl. masc. | iparrasū      | ils séparent   | parsū     | ils sont séparés       |
| 3e pl. fém.  | iparrasā      | elles séparent | parsā     | elles sont séparées    |

## Diathèses réduisant la valence

### Passif
Dans cette diathèse, l'objet patient devient sujet grammatical. C'est donc une thématisation du patient par inversion des actants.

#### Passif agentif
Cette diathèse est le plus souvent sentie comme secondaire par rapport à la voix active (qui serait un « degré zéro » d'expression) ; il s'agit de la transformation d'un énoncé actif, dans laquelle l'objet patient de l'actif devient le sujet patient (« sujet grammatical qui subit l'action »), tandis que le sujet acteur devient le complément d'agent du verbe.
Ce qui montre bien le caractère secondaire de cette diathèse dans certaines langues, c'est la possibilité de construire un énoncé passif agentif (à partir d'un verbe qui s'y prête) tout en créant une phrase qui « ne se dirait pas » de manière isolée ; prenons l'exemple du français : la choucroute est mangée par moi est un énoncé valide mais artificiel par rapport à je mange la choucroute. Une telle phrase ne se comprendrait que dans une situation où l'objet est déjà au centre d'un énoncé préalable, justifiant sa position de sujet d'un énoncé conséquent : « Qui a mangé la choucroute et le gâteau ? — La choucroute a été mangée par moi ».
Le verbe lui-même peut changer de forme dans les langues flexionnelles (il se met à la voix passive). Selon les langues, le complément d'agent est souvent introduit par une préposition : 
- Actif : [A = actant¹ = sujet acteur] + [B  = procès-verbal] + [C = actant² = objet patient] ;
- Passif : [C = actant¹ = sujet patient] + [B = procès-verbal] (+ [prép.]) + [A = actant² = d'agent].

Il est entendu que l'ordre dans lequel se suivent les actants dépend de la langue.
Exemples de transformation passive des énoncés précédents : 
- français : la souris [sujet patient] est mangée [verbe au passif] par [prép.] le chat [complément d'agent] ;
- anglais : the mouse [sujet patient] is eaten [verbe au passif] by [prép.] the cat [complément d'agent] ;
- chinois : 老鼠 / lǎoshǔ [sujet patient] 被 / bèi [prép.] 貓 / māo [complément d'agent] 吃了 / chīle [verbe invariable][3] ;
- grec ancien : ὁ μῦς / ho mûs [sujet patient : nomin.] ἔδεται / édetai [verbe au passif] ὑπὸ / hupò [prép.] τοῦ αἰλούρου / toû ailoúrou [complément d'agent : cas oblique][4] ;
- japonais : 鼠は / nezumi-wa [sujet patient] 猫に  / neko-ni [complément d'agent + postposition] 食べられます taberaremasu [verbe au passif] ;
- latin : mus [sujet patient : nomin.] a [< ab prép.] fele [complément d'agent : cas oblique] editur [verbe au passif] ;
- xhosa : impuku  [sujet patient] ityawa [verbe au passif] yikati [complément d'agent][5].

On a ici envisagé les cas où la phrase passive serait le résultat de la transformation d'une phrase active. Le complément d'agent y est donc obligatoire, puisqu'il reprend le sujet de la phrase active. Par conséquent, seuls les verbes transitifs directs (c'est-à-dire les bi- ou trivalents) peuvent subir cette transformation (on ne peut tenir pour valides des transformations comme je lui parle > *il est parlé à par moi ; en revanche, cette langue est parlée par des milliers de locuteurs est valide, puisque l'on utilise le verbe parler de manière transitive directe). C'est pour cela que l'on parle de passif agentif.

#### Passif non agentif
Il existe cependant des constructions passives qui ne sont pas issues de telles transformations et dans lesquelles l'agent n'est pas nécessaire voire impossible. Si le sujet patient d'un énoncé au passif non agentif continue de « subir l'action », le sujet sémantique de l'énoncé (celui qui agit réellement) n'est pas indiqué. Dans certaines langues (anglais, latin, grec dans une moindre part) un verbe peut être mis au passif non agentif alors qu'il est intransitif ou transitif indirect ; il peut même recevoir un objet patient. Dans ce cas, le passif non agentif sert de forme impersonnelle, indiquée dans les exemples suivants par la traduction au moyen de on.
Exemples : 
- français : la souris [sujet patient] est mangée [verbe transitif direct au passif][6] ;
- anglais : 
  - the mouse [sujet patient] is eaten [verbe transitif direct au passif],
  - this bed [sujet patient] has been slept in [verbe intransitif au passif] = « *ce lit a été dormi dans » = « on a dormi dans ce lit »,
  - Marc [sujet destinataire] was given [verbe transitif au passif] a knife [objet patient][7] = « *Marc a été donné un couteau » = « on a donné un couteau à Marc » ;
- norvégien :
  - det sies at... (« on dit que », litt. « il est dit que ») ;
- latin : 
  - amor [verbe transitif au passif] = « je suis aimé »,
  - laboratur [verbe intransitif au passif] = « *il est travaillé » = « on travaille »[8] ;
- grec ancien : 
  - φιλοῦμαι [verbe transitif au passif] (philoũmai) = « je suis aimé »,
  - βεϐοήθηταί [verbe transitif indirect au passif] μοι [objet indirect] (beboếthêtaí moi)  = « il m'a été porté secours » = « on m'a porté secours »[9] ;
- chinois[10] : 
  - 他 [sujet] 被 [prép.] 打了 [verbe transitif + accompli] (tā bèi dǎle) = « il / par / avoir frappé » = « il a été frappé »,
  - 老鼠 [sujet-patient ou sujet agissant] 吃了 [verbe transitif + accompli] (lǎoshǔ chīle) = « la souris / avoir mangé » = « la souris a été mangée » ou « la souris a mangé » ;
- russe
  - дом [sujet] строится [verbe transitif au passif]  (dom stroitsa) = « la maison / se construit » = « la maison est construite ».

On voit que le passif non agentif est sans doute la forme la plus complexe de passif car son emploi varie énormément d'une langue à l'autre et ses emplois permettent des énoncés parfois intraduisibles directement.

#### Constructions ergatives
À déplacer vers Langue ergative.
On parle d'ergativité quand, dans une diathèse active, le sujet grammatical est le patient sémantique ; c'est le cas de phrases comme : 
- français : la branche [sujet patient] a cassé ;
- anglais : the branch [sujet patient] broke.

Ce qui prouve que l'on a affaire à des sujets patients est la possibilité de changer la diathèse du verbe sans inverser les actants : la branche casse et la branche est cassée sont sémantiquement identiques (au contraire de bébé mange et bébé est mangé). On peut obtenir le même genre de constructions avec des verbes comme pendre (« la montre pend à son poignet » = « ... est pendue à son poignet ») ou planter (« le logiciel plante encore » = « ... est encore planté »).
Dans certaines langues (langues caucasiennes, basque, inuktitut, sumérien), l'ergativité ne se limite pas à quelques constructions mais fait partie intégrante du système de la langue.

#### Pragmatique de l'emploi du passif en français
En effectuant des tests statistiques sur des groupes de sujets, on a pu mettre en évidence des préférences pour la forme active ou passive, selon le cas, au sein de couples de phrases en français, et en inférer les motivations plus ou moins conscientes.
Voici une synthèse des exemples et explications proposés par Jean Costermans dans son ouvrage Psychologie du langage :
| Cas | Forme active                                         | Forme passive                                               | Préférence | Explication avancée                                                                     |
| --- | ---------------------------------------------------- | ----------------------------------------------------------- | ---------- | --------------------------------------------------------------------------------------- |
| 1   | Ce livre comporte onze chapitres                     | * Onze chapitres sont comportés par ce livre                | Actif      | Passif possible seulement si le verbe exprime une action                                |
| 2   | Le garçon lance la balle                             | La balle est lancée par le garçon                           | Actif      | Terme animé en premier                                                                  |
| 3   | Les bandits ont attaqué le piéton                    | Le piéton a été attaqué par les bandits                     | 50 %       | Terme singulier a tendance à être placé en premier                                      |
| 4   | Le médecin trompe sa femme                           | Sa femme est trompée par le médecin                         | Actif      | Terme comportant une référence possessive à l’autre en second                           |
| 4   | Son avocat réconforte l’accusé                       | L’accusé est réconforté par son avocat                      | Passif     | Terme comportant une référence possessive à l’autre en second                           |
| 5   | La voisine m’a recommandé ce produit                 | Ce produit m’a été recommandé par la voisine                | Passif     | Terme comportant un déterminant contextuel en premier                                   |
| 5   | L’ouragan a arraché son toit                         | Son toit a été arraché par l’ouragan                        | Passif     | Terme comportant un déterminant contextuel en premier                                   |
| 6   | Je pensais que le gangster avait blessé un policier  | Je pensais qu’un policier avait été blessé par le gangster  | Actif      | Terme défini (« le ») en premier                                                        |
| 6   | Je pensais qu’un gangster avait blessé le policier   | Je pensais que le policier avait été blessé par un gangster | Passif     | Terme défini (« le ») en premier                                                        |
| 7   | Des champignons ont empoisonné sa sœur               | Sa sœur a été empoisonnée par des champignons               | Passif     | Animé > Inanimé Singulier > Pluriel Déterminé > Indéterminé (3 facteurs s’additionnant) |
| 8   | (« portefeuille » déjà évoqué)                       | (« portefeuille » déjà évoqué)                              | Passif     | Topique contextuel                                                                      |
| 8   | On a retrouvé le portefeuille                        | Le portefeuille a été retrouvé                              | Passif     | Topique contextuel                                                                      |
| 9   | (terme « train » déjà employé en tant qu’agent)      | (terme « train » déjà employé en tant qu’agent)             | Actif      | Préconditionnement sémantique contextuel                                                |
| 9   | Le train a heurté la voiture                         | La voiture a été heurtée par le train                       | Actif      | Préconditionnement sémantique contextuel                                                |
| 9   | (terme « voiture » déjà employé en tant que patient) | (terme « voiture » déjà employé en tant que patient)        | Passif     | Préconditionnement sémantique contextuel                                                |
| 9   | Le train a heurté la voiture                         | La voiture a été heurtée par le train                       | Passif     | Préconditionnement sémantique contextuel                                                |

## Absence de voix grammaticale
Il existe des langues qui ne permettent pas le choix entre plusieurs voix. La diathèse est alors une caractéristique lexicale des verbes, fixée une fois pour toutes et qui ne peut être modifiée grammaticalement. Dans ces langues, il n'est donc pas possible de transformer n'importe quelle phrase active en phrase passive : il faut qu'il existe au préalable dans le vocabulaire un couple de verbes dont l'un aura le sens actif, l'autre le sens passif, sans qu'il existe de moyen systématique de dériver l'un de l'autre.
C'est par exemple le cas en créole guadeloupéen, qui ignore généralement les distinctions de voix. Il y existe cependant quelques couples de verbes qui s'opposent par la diathèse, comme pri « être pris » de sens passif par opposition à pwann « prendre » de sens actif. On peut alors dire : an ka pwann biten-lasa « je prends cette chose » ~ biten-lasa ka pri « cette chose est prise ». En revanche, on ne peut rendre passif un énoncé comme an ka vwè biten-lasa « je vois cette chose » parce qu'il n'existe pas de verbe signifiant « être vu ».